# Ceratoteleas bidentatus
Ceratoteleas bidentatus is een vliesvleugelig insect uit de familie van de Scelionidae. De wetenschappelijke naam van de soort is voor het eerst geldig gepubliceerd in 1965 door Kozlov.